# Majgøgeurt
Majgøgeurt (Dactylorhiza majalis), ofte skrevet maj-gøgeurt, er en 15-60 cm høj orkidé. Den er udbredt i Vest- og Centraleuropa, mod øst til Rusland. Majgøgeurt vokser i moser og andre sumpede områder som enge og kær. Det er den mest almindelige art i Dactylorhiza-slægten i Centraleuropa. Dens udseende varierer meget.
Arten ligner kødfarvet gøgeurt, men bladene er bredest omkring eller lige under midten. Blomstens støtteblad er meget fint savtakket. Den blomstrer i Danmark i maj-juli.

## Underarter
Majgøgeurt (Dactylorhiza majalis ssp. majalis) kan have både plettede og uplettede blade. Blomstens læbe har stregtegninger, der sjældent når ud på de tilbagebøjede lapper. I Danmark er den ret almindelig i næringsrige enge og kær i både Himmerland, Østjylland, det østlige Sydjylland samt Øerne. I resten af landet er den sjælden. I det øvrige Skandinavien findes majgøgeurt især i den sydlige del, f.eks. i Skåne.

### Purpurgøgeurt
Purpurgøgeurt (Dactylorhiza majalis ssp. purpurella) kendes fra den almindelige underart majalis på, at læbens stregtegninger ofte når ud på de fremadbøjede lapper. Denne underart findes hist og her på enge i Nord- og Nordvestjylland samt Rømø. Den er meget sjælden eller helt manglende i resten af landet. Purpurgøgeurt er opført i kategorien "Ikke truet" i den danske rødliste.

### Priklæbet gøgeurt
Priklæbet gøgeurt (Dactylorhiza majalis ssp. integrata) kendes på, at blomstens læbe er fladt udbredt med prikker på den centrale del eller med stregtegninger, der når ud på sidelapperne. Den vokser i Danmark meget sjældent i næringsrige enge og kær, men er ikke truet. En særlig varietet er Ringplettet gøgeurt (Dactylorhiza majalis ssp. integrata var. junialis).

### Thygøgeurt
Thygøgeurt (Dactylorhiza majalis ssp. calcifugiens) vokser sjældent i fattigkær i Nordvestjylland. Blomsterne er hvide og læben flad. Thygøgeurt er ikke en del af den danske rødliste.

## Galleri
- Purpurgøgeurt. Fra Skotland.
- Priklæbet gøgeurt. Fra Belgien.